# Powiat złotoryjski
Powiat złotoryjski är ett politiskt och administrativt distrikt (powiat) i sydvästra Polen, tillhörande Nedre Schlesiens vojvodskap. Befolkningen uppgick till 45 381 invånare i april 2012. Huvudort och största stad är Złotoryja.

## Kommunindelning
Distriktet indelas i sex kommuner (gminy), varav två stadskommuner, en stads- och landskommun och tre landskommuner.
Stadskommuner
- Wojcieszów
- Złotoryjas stad

Stads- och landskommun
- Świerzawa

Landskommuner
- Pielgrzymka
- Zagrodno
- Gmina Złotoryja, Złotoryjas landskommun